# Woodberry-Gletscher
Der Woodberry-Gletscher ist ein kleiner Gletscher im ostantarktischen Viktorialand. Er fließt in südlicher Richtung zwischen den Evans Heights und Mount Fearon in die Nordflanke des David-Gletschers.
Der United States Geological Survey kartierte ihn anhand eigener Vermessungen und mithilfe von Luftaufnahmen der United States Navy zwischen 1956 und 1962. Das Advisory Committee on Antarctic Names benannte ihn 1968 nach US-amerikanischen Ionosphärenphysiker Barry D. Woodberry, der im antarktischen Winter 1966 auf der Amundsen-Scott-Südpolstation tätig war.